# 千葉県漁業協同組合連合会
千葉県漁業協同組合連合会（ちばけんぎょぎょうきょうどうくみあいれんごうかい）は、千葉県にある漁業協同組合を統括する漁業協同組合連合組織。本所は千葉市中央区新宿。略称は「千葉県漁連」。
23沿海地区漁協と4業種別漁協を会員としている。

## 主な施設
- 本所
千葉市中央区新宿2-3-8 水産会館3階
  - 海産物直売所　海市場

千葉市中央区新宿2-3-8 水産会館1階
- 銚子水産加工センター
銚子市本城町1-2-15
- あさり事業所
木更津市久津間2225-15
- のり流通センター（のり共販事業所・のり加工事業所）
富津市富津2307-74

## 事業内容
- 購買事業
- 販売事業
- 製氷冷凍冷蔵事業
- 指導事業
- 東京湾漁業振興事業

## 所属する沿海地区漁協
- 市川市漁業協同組合 （市川市）
- 船橋市漁業協同組合 （船橋市）
- 新木更津市漁業協同組合 （木更津市）
- 金田漁業協同組合 （木更津市）
- 富津漁業協同組合 （富津市）
- 新富津漁業協同組合 （富津市）
- 大佐和漁業協同組合 （富津市）
- 天羽漁業協同組合 （富津市）
- 鋸南町保田漁業協同組合 （安房郡鋸南町）
- 鋸南町勝山漁業協同組合 （安房郡鋸南町）
- 館山漁業協同組合 （館山市）
- 西岬漁業協同組合 （館山市）
- 波左間漁業協同組合 （館山市）
- 岩井富浦漁業協同組合 （南房総市）
- 東安房漁業協同組合 （南房総市）
- 鴨川市漁業協同組合 （鴨川市）
- 勝浦漁業協同組合 （勝浦市）
- 新勝浦市漁業協同組合 （勝浦市）
- 御宿岩和田漁業協同組合 （夷隅郡御宿町）
- 夷隅東部漁業協同組合 （いすみ市）
- 九十九里町漁業協同組合 （山武郡九十九里町）
- 海匝漁業協同組合 （旭市）
- 銚子市漁業協同組合 （銚子市）